# Dyrzela costipannosa
Dyrzela costipannosa är en fjärilsart som beskrevs av Swinhoe 1890. Dyrzela costipannosa ingår i släktet Dyrzela och familjen nattflyn. Inga underarter finns listade i Catalogue of Life.